# ماري ديفيدسون
ماري ديفيدسون هي مغنية كندية، ولدت في 1987 في مونتريال في كندا.

## وصلات خارجية
- الموقع الرسمي
- ماري ديفيدسون على موقع ميوزك برينز (الإنجليزية)
- ماري ديفيدسون على موقع أول ميوزيك (الإنجليزية)
- ماري ديفيدسون على موقع ديسكوغز (الإنجليزية)